# Elecciones estatales de Baja Sajonia de 1951
La segunda elección al Parlamento de Baja Sajonia tuvo lugar el 6 de mayo de 1951. La participación fue del 75,8%.
En comparación con la primera elección estatal en 1947, más partidos participaron y obtuvieron representación. En particular, obtuvieron representación el Bloque de los Expulsados (GB/BHE) y los partidos de extrema derecha (SRP y DSP).
Después de las elecciones de 1947, una coalición del SPD, la CDU, el Zentrum y el KPD se había formado, pero posteriormente se habían retirado el KPD y la CDU. El partido más fuerte, el SPD, fue capaz de defender su posición de liderazgo en la elección, pero perdió una gran cantidad de votantes.
El segundo y el tercer partido más grandes, la CDU y el DP, que gobernaban juntos a nivel federal, concurrieron como coalición a los comicios, con el nombre de Niederdeutsche Union. 

## Resultados
A continuación se muestran los votos, el porcentaje y los escaños recibidos por cada partido:
|  | Sozialdemokratische Partei Deutschlands (SPD)                               | 1.123.199 | 33,7 % | 64  |
|  | Niederdeutsche Union (DP/CDU)                                               | 790.766   | 23,7 % | 35  |
|  | Gesamtdeutscher Block/Bund der Heimatvertriebenen und Entrechteten (GB/BHE) | 496.569   | 14,9 % | 21  |
|  | Sozialistische Reichspartei (SRP)                                           | 366.793   | 11,0 % | 16* |
|  | Freie Demokratische Partei (FDP)                                            | 278.088   | 8,3 %  | 12  |
|  | Deutsche Zentrumspartei (DZP)                                               | 110.473   | 3,3 %  | 4   |
|  | Deutsche Reichspartei (DRP)                                                 | 74.017    | 2,2 %  | 3   |
|  | Partido Comunista de Alemania (KPD)                                         | 61.364    | 1,8 %  | 2   |
|  | Deutsche Soziale Partei (DSP)                                               | 25.546    | 0,8 %  | 1   |
|  | Deutsche Rechts-Partei (RP)                                                 | 3.406     | 0,1 %  | —   |
|  | 2 Independientes                                                            | 219       | 0,0 %  | —   |

*El Partido Socialista del Reich fue prohibido en 1952 por sentencia del Tribunal Constitucional Federal de Alemania, y sus escaños fueron suprimidos en su totalidad el 23 de octubre de 1952.